# Pečke
Pečke este o localitate din comuna Makole, Slovenia, cu o populație de 278 de locuitori.